# Islas Kuriles
Las islas Kuriles, también denominadas como islas Curiles (en ruso: Курильские острова, romanizado: Kurílskiye ostrová, en japonés: 千島列島, romanizado: Chishima rettō), son un archipiélago de islas en su mayoría volcánicas, que se extiende unos 1300 km en dirección nordeste desde Hokkaidō, en Japón, hasta la península de Kamchatka, separando el mar de Ojotsk del océano Pacífico Norte.
Administrativamente, el archipiélago forma parte del óblast de Sajalín de Rusia.
Las islas Kuriles fueron habitadas por los ainus desde tiempo inmemorial. En el siglo XVII, muchas de las islas entrarán a ser parte de un protectorado del clan Matsumae de Hokkaidō. El conocimiento de las islas por parte de los clanes japoneses puede remontarse en los registros de los años finales del período Muromachi, apareciendo en mapas desde comienzos del período Edo, durante el gobierno de Tokugawa Iemitsu. El primer registro oficial ruso de las islas data por su parte del siglo XIX, por un estudio hidrográfico del archipiélago a cargo de Vasili Golovnín, si bien hay referencias a algunas de las islas en periodos más tempranos, siendo el primero la reclamación del descubrimiento de las islas por parte de los cartógrafos Iván Evréinov y Fiódor Luzhin a mediados del siglo XVIII. El descubrimiento por parte de graduados de la misma academia marítima, ha producido que ocasionalmente el descubrimiento de las islas por parte de Rusia sea atribuido póstumamente a Vladímir Atlásov, el descubridor y colonizador de Kamchatka. A lo largo de los siglos XVIII y XIX, otros exploradores rusos y europeos exploraron las islas. Algunos de ellos fueron Danila Antsíferov, Iván Kozyrevski, Martin Shpanberg, Adam Johann von Krusenstern, Vasili Golovnín y Henry James Snow.
Japón se quedó con las islas en 1875 (Tratado de San Petersburgo) a cambio de ceder la isla de Sajalín a Rusia. Rusia las capturó tras la Segunda Guerra Mundial (Tratado de San Francisco) y fueron anexionadas a la URSS, pero Japón mantiene su reivindicación sobre las islas más meridionales: Etorofu, Kunashiri, Shikotán, y las Jabomai, conocidas en Japón como Territorios del Norte (北方領土 Hoppō Ryōdo) (ver: Conflicto de las islas Kuriles).

## Etimología
Las islas se llaman en ruso Кури́льские острова́, Kurílskiye ostrová; en japonés 千島列島 - Chishima rettō (archipiélago de las Mil Islas) o クリル列島 - Kuriru rettō (archipiélago de las Kuriles). "Kuriles" proviene de la palabra ainu, «kur» "hombre".

## Población y comunicaciones
Unos 20 000 rusos viven en las islas Kuriles. Las únicas conexiones con el mundo exterior consisten en un ferri semanal hacia la isla de Sajalín o un vuelo diario entre la isla Kunashir y la ciudad de Yuzhno-Sajalinsk también en la isla Sajalín. La región también se caracterizó por su pobre acceso a Internet, hasta que en febrero de 2019 el gobierno ruso implementó un tendido submarino de fibra óptica para conectar a las islas con Sajalín y el resto de Rusia.
Solo hay 13 km de carreteras asfaltadas. El gobierno de la Federación de Rusia planeó desarrollar el turismo en las islas, pero esto se ve obstaculizado por la falta de infraestructura en forma de carreteras, hoteles y comunicaciones.

## Historia

### Primeros datos
Los ainu (aínos) fueron los primeros habitantes de las islas Kuriles, aunque existen pocos registros anteriores al siglo XVII. La administración japonesa tomó el control nominal de las islas en el período Edo (1603-1868), tras una reclamación como propias por parte del clan Matsumae. Se afirma que los japoneses conocían las islas del norte desde al menos 370 años antes del mencionado período. En el mapa de la era Shōhō de Japón (Shōhō kuni ezu (正 保 国 絵 図)), realizado por el Shogunato Tokugawa en 1644, aparecen 39 islas grandes y pequeñas que se muestran al noreste de la península Shiretoko y del cabo Nosappu.
Choka parece haber sido el nombre original ainu para la isla de Paramushir y sus islas vecinas. Luego se denominó Rakkoshima [Islas de la Nutria Marina] a las comprendidas desde la isla de Onekotán a Simushir. Urup, Iturup y Kunashir son las tres islas del sur.
En 1811, el capitán ruso Vasili Golovnín y su tripulación, quienes se habían detenido en Kunashir durante la elaboración de un estudio hidrográfico, fueron apresados por miembros del clan Nambu y enviados a las autoridades Matsumae. Debido a que un comerciante japonés, Takadaya Kahei, también fue capturado en 1812 cerca de Kunashir por Pedro Ricord, capitán de un navío ruso, Japón y Rusia acordaron entablar negociaciones para delimitar la frontera entre ambos países.
Balleneros estadounidenses se dedicaron a la captura ballenas francas en la proximidad de las islas entre 1847 y 1892. Tres barcos naufragaron en las islas: dos en Urup en 1855 y uno en Makanrushi en 1856. En septiembre de 1892, una goleta rusa al norte de la isla de Kunashir se apoderó del barco Horn Pigeon, de New Bedford, y la escoltaron a Vladivostok, donde estuvo retenida durante casi dos semanas.
El Tratado de Comercio, Navegación y Delimitación se concluyó en 1855, y la frontera quedó establecida entre Iturup y Urup. Esta frontera confirmó como territorio japonés el comprendido al sur de Iturup y el ruso el que se extiende al norte de Urup. Sajalín quedó como lugar neutral donde la gente de ambos países podía vivir. El Tratado de San Petersburgo de 1875 tuvo como resultado que Japón renunciara a todos los derechos sobre Sajalín a cambio de que Rusia cediera todas las Kuriles al sur de Kamchatka.
Durante la guerra ruso-japonesa de 1904-1905, Gunji, militar japonés retirado y colono local en Shumshu, dirigió una expedición invasora a la costa de Kamchatka. Rusia envió refuerzos al área para detener al grupo. Tras el fin de la guerra, Japón recibió derechos de pesca en aguas rusas, como parte del Acuerdo de Pesca ruso-japonés, hasta 1945.
Durante su intervención armada en Siberia 1918-1922, las fuerzas japonesas de las Kuriles del norte, junto a fuerzas estadounidenses y europeas, ocuparon el sur de Kamchatka. Buques japoneses realizaron ataques navales contra Petropávlovsk-Kamchatski.
En febrero de 1945, el Acuerdo de Yalta había prometido a la Unión Soviética el sur de Sajalín y las islas Kuriles a cambio de entrar en la Segunda Guerra Mundial contra los japoneses. Sin embargo, la Unión Soviética invadió el sur de Sajalín con un coste de más de 5000 vidas (ver: Invasión soviética de las Islas Kuriles). Japón mantiene una reclamación sobre las cuatro islas más meridionales Kunashir, Iturup, Shikotán y las rocas Habomai, denominadas en este país, Territorios del Norte (ver: Conflicto de las islas Kuriles).

### Administración japonesa
En 1869, el gobierno Meiji creó en Sapporo la Comisión de Colonización para ayudar en el desarrollo del área norte. Ezo pasó a llamarse Hokkaidō y Kita Ezo recibió más tarde el nombre de Karafuto. Se fundaron once provincias y 86 distritos, que fueron puestos bajo el control de clanes feudales. Debido a que el gobierno Meiji no pudo hacer frente a los rusos que se establecieron al sur de Sajalín, se entablaron negociaciones con Rusia por el control de las Islas Kuriles, lo que resultó en el Tratado de San Petersburgo que cedió las dieciocho islas al norte de Uruppu a Japón y todo Sajalín a Rusia.
Se construyeron redes de carreteras y estafetas de correos en Kunashiri y Etorofu. La vida en las islas se volvió más estable cuando se abrió una ruta marítima regular que conectaba las islas con Hokkaidō y comenzó un sistema telegráfico. Al final del período Taishō, se organizaron pueblos y aldeas en los territorios del norte y se establecieron oficinas del pueblo en cada isla. Por ejemplo, las ciudades de la isla Habomai eran todas parte de la aldea Habomai. Este sistema de pueblos y aldeas no se adoptó en las islas al norte de Uruppu, que estaban bajo el control directo de la oficina Subprefectural de Nemuro del gobierno de Hokkaidō.
Cada aldea mantuvo un sistema forestal de distrito; un centro de inspección de productos marinos; un criadero de salmones; una estafeta de correos; una comisaría de policía; una escuela primaria; un templo Shinto y otras instalaciones públicas. En 1930, 8300 personas vivían en la isla de Kunashiri y 6000 en la isla de Etorofu, dedicándose la mayoría de ellas a la pesca costera y en alta mar.

### Segunda Guerra Mundial
El almirante Isoroku Yamamoto ordenó el agrupamiento de la fuerza de asalto de la Armada Imperial Japonesa previo al ataque a Pearl Harbor en la bahía de Tankan o Hitokappu, isla Iturup, al sur de las Kuriles. La ubicación fue elegida por su escasa población, la falta de extranjeros y la cobertura constante de niebla. El almirante ordenó el desplazamiento hacia Hawái la mañana del 26 de noviembre de 1941.
El 10 de julio de 1943, se produjo el primer bombardeo contra las bases japonesas en las islas de Shumshu y Paramushir por las fuerzas estadounidenses. Dirigidos por el capitán James L. Hudelson, ocho B-25 Mitchells del 77.º Escuadrón de Bombardeo despegaron desde el aeródromo Alexia en Alaska para llevar a cabo la misión, que principalmente golpeó a Paramushir. Otra misión con objetivos similares se realizó el 11 de septiembre de 1943 cuando la 11.ª Fuerza Aérea envió ocho Liberators B-24 y doce B-25. Pero ahora los japoneses estaban alertas y habían reforzado sus defensas. 74 tripulantes de tres B-24 y siete B-25, no regresaron. Veintidós hombres fueron muertos en acción; uno tomado prisionero y 51 encarcelados en Kamchatka, Rusia. La 11.ª Fuerza Aérea implementó otras misiones de bombardeo contra las Kuriles del norte, incluyendo un ataque de seis B-24 del 404.º Escuadrón de Bombardeo y 16 P-38 del 54.º Escuadrón de Combate el 5 de febrero de 1944.
Fuentes japonesas informan de que las instalaciones militares de Matsuwa fueron objeto de ataques aéreos estadounidenses entre 1943-1944.
La "Operación Wedlock" de los estadounidenses, desvió la atención de los japoneses hacia el norte y los engañó acerca de la estrategia de los Estados Unidos en el Pacífico. El plan incluía ataques aéreos de los bombarderos de la USAAF y la Marina de los Estados Unidos y operaciones con submarinos. Los japoneses aumentaron su guarnición en las Kuriles del norte de 8000 hombres en 1943 a 41 000 en 1944 y mantuvieron más de 400 aviones en el área en previsión de una posible invasión desde Alaska. En realidad, los estrategas estadounidenses habían contemplado brevemente una invasión del norte de Japón desde las islas Aleutianas durante el otoño de 1943, pero rechazaron esa idea por demasiado arriesgada y poco práctica. También se consideró el uso de las Superfortalezas Boeing B-29 en las bases de Amchitka y Shemya, pero la idea fue igualmente abandonada. Los militares estadounidenses renovaron el interés en estos planes cuando ordenaron la expansión de las bases en las Aleutianas occidentales y comenzaron las grandes construcciones en Shemya. En 1945, los planes para una posible invasión de Japón a través de la ruta del norte fueron definitivamente cancelados.
Entre el 18 de agosto y el 31 de agosto de 1945, las fuerzas soviéticas invadieron el norte y el sur de las Kuriles. Tras la Segunda Guerra Mundial, con la derrota de Japón, la Unión Soviética ocupó todas las islas, anexionándoselas según el Tratado de San Francisco, y quedando incluidas en el óblast de Sajalín. La totalidad de la población civil japonesa, de aproximadamente 17 000 personas, fue expulsada en 1946.
Entre el 24 de agosto y el 4 de septiembre de 1945, la 11.ª Fuerza Aérea de las Fuerzas Aéreas del ejército estadounidense envió dos B-24 en misiones de reconocimiento en las islas Kuriles septentrionales con el objetivo de fotografiar la ocupación soviética en el área. Los combatientes soviéticos los interceptaron y los obligaron a alejarse, un presagio de la Guerra Fría que se avecinaba.

## Geografía

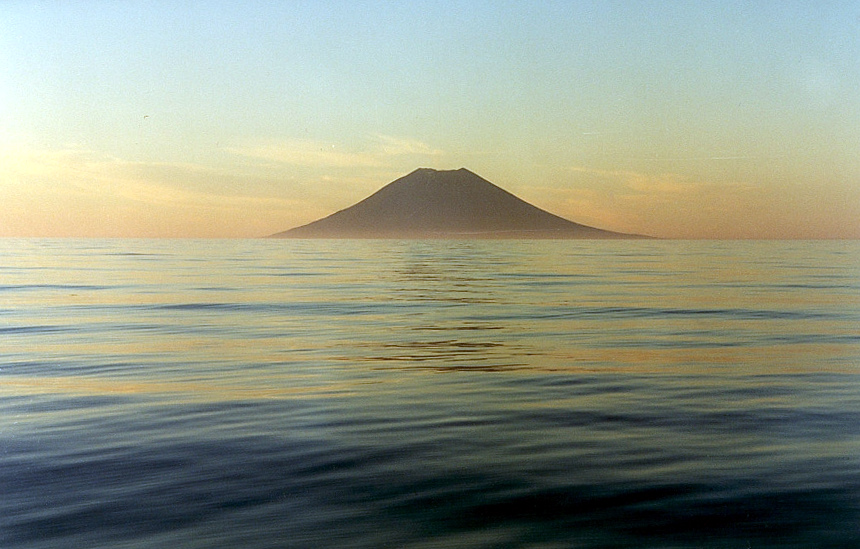
Vista de la isla de Atlásov.

Las islas son famosas por su niebla. Son ricas en algas y pescado. La isla más septentrional, isla de Atlásov. (Oyakoba para los japoneses), es un cono volcánico casi perfecto.
Geológicamente, las Kuriles son un arco insular, una clase de archipiélago formado a medida que una placa tectónica oceánica protagoniza una subducción contra otra y se produce su fusión y la consiguiente ascensión de magma.

## Situación actual
Por las declaraciones del ministro japonés de Relaciones Exteriores, Katsuya Okada, y por la aprobación de un estatuto para el retorno de las Kuriles del Sur al Japón, se ha incrementado la tensión diplomática entre Rusia y Japón, quienes reclaman el territorio. Rusia ha desestimado estas pretensiones y ha anunciado que se acoge a las resoluciones emitidas por las Naciones Unidas tras concluir la Segunda Guerra Mundial y laudos anteriores, en las que se afirma que la soberanía sobre estos territorios es rusa, como parte de la herencia soviética que fue legada a esta nación. Sin embargo, el primer ministro japonés dijo esperar que el diálogo sobre la firma del tratado de paz entre Japón y Rusia se reanude en 2015, lamentando la demora de 70 años desde el final de la Segunda Guerra Mundial.
Las conversaciones del tratado se han reanudado en 2015 para proseguir en 2016. En mayo y junio de este último año se han celebrado una rondas de consultas sobre el tratado de paz, las cuales llegaron a un acuerdo en materias ajenas al conflicto insular, pero el tema en cuestión, sigue pendiente y las negociaciones entre Tokio y Moscú están en curso.

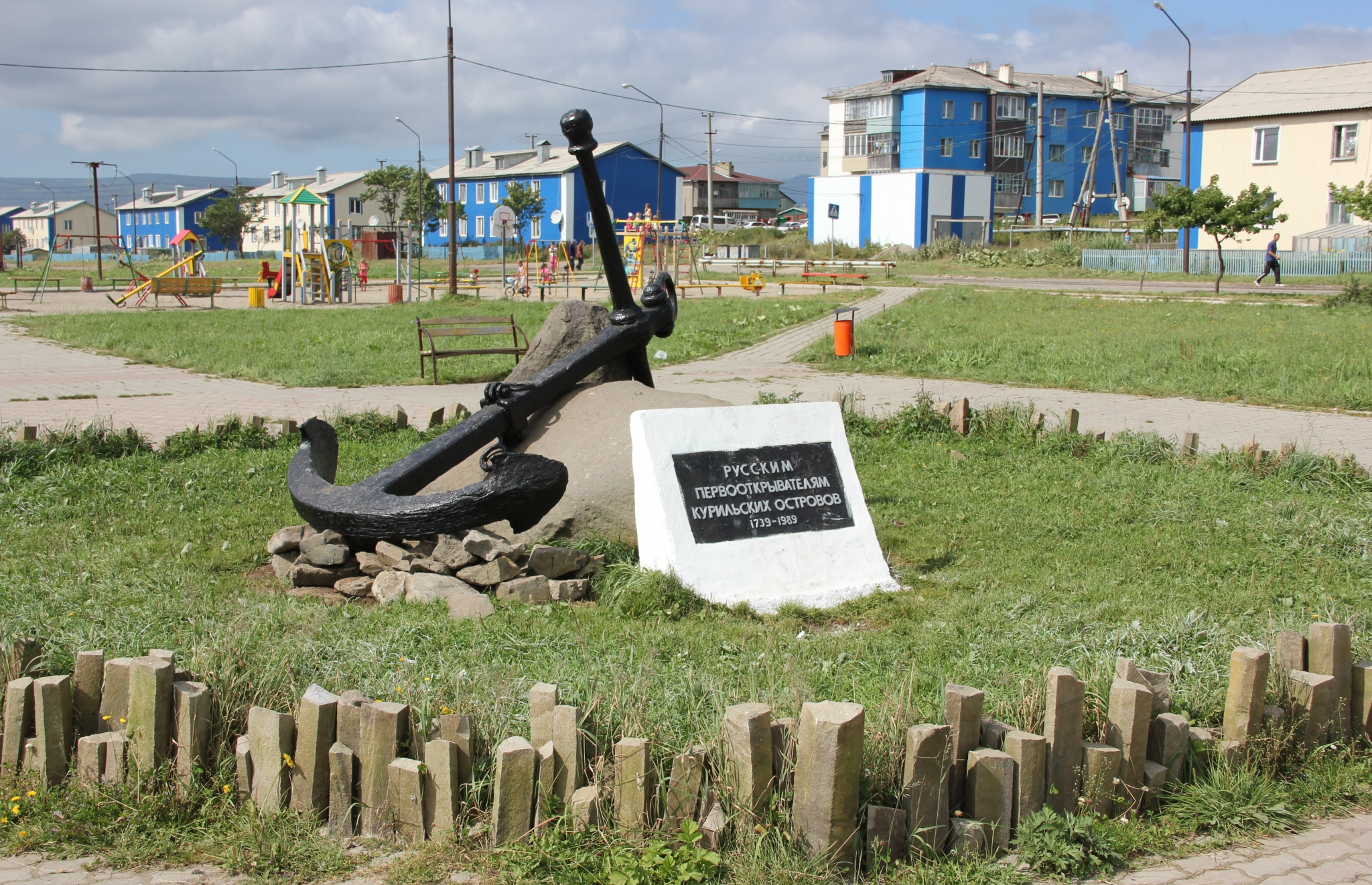
Yuzhno-Kurilsk, Kunashir
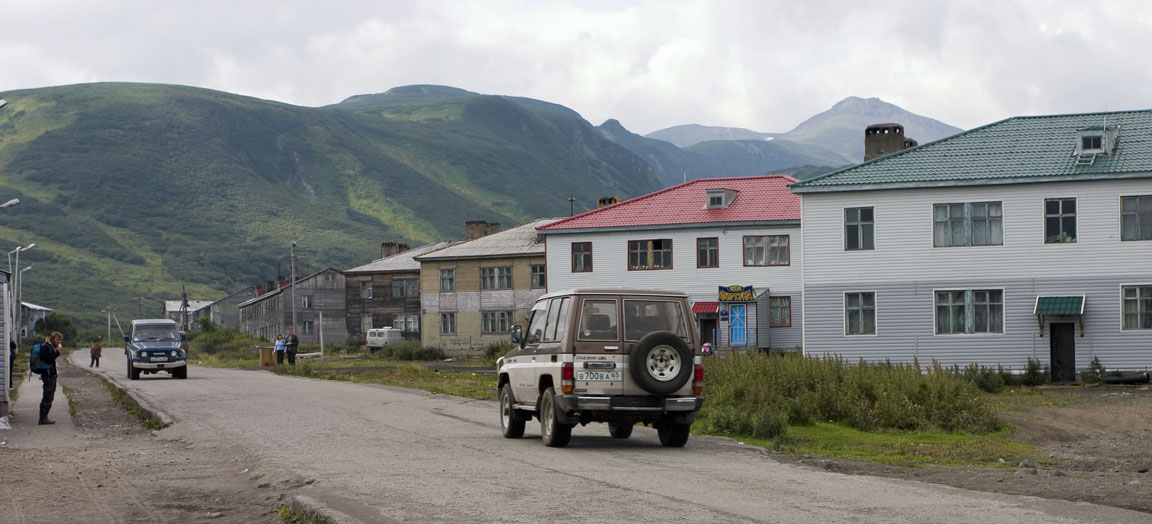
Sévero-Kurilsk, Paramushir
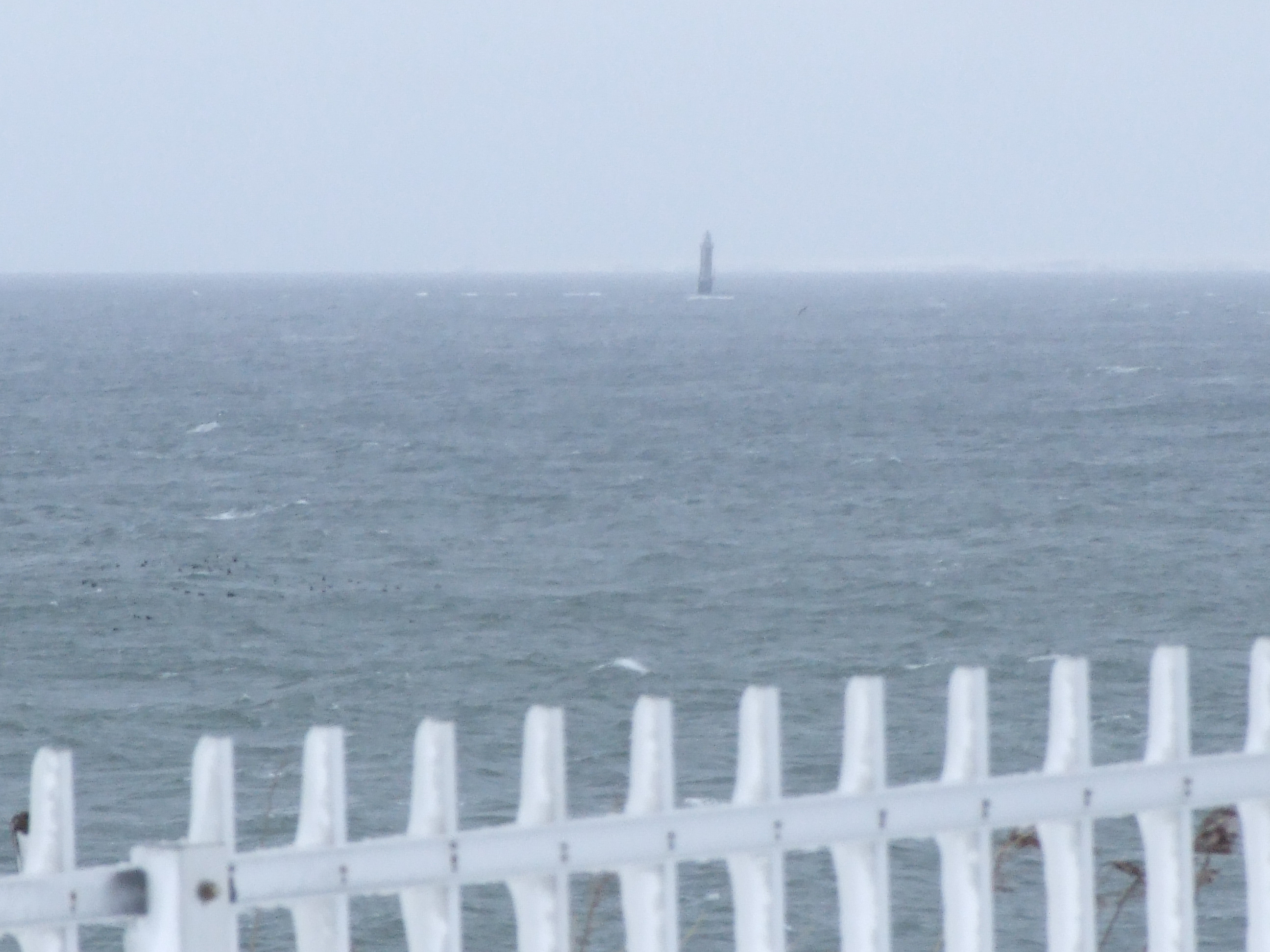
Roca Signalny, vista desde el cabo Nosappu, Japón

## Islas
En la tabla que sigue se listan las principales islas del archipiélago de las Kuriles en dirección Noreste-Sudoeste (NE-SO). Son 56 islas principales, además de una docena de islotes y peñones menores.
| º                     |                 |                    |                                        |                                                 |                               | |          |           |                   |                                    |
| --------------------- | --------------- | ------------------ | -------------------------------------- | ----------------------------------------------- | ----------------------------- | --- | -------- | --------- | ----------------- | ---------------------------------- |
| Isla                  | en ruso: Nombre | en japonés: Nombre | Nombre alternativo                     | Grupo de islas                                  | Capital/ Punto de desembarco  | Otras ciudades                                                                                                 | Área     | Población | Altitud máx. en m | Coordenadas                        |
| Raión Sévero-Kurilski |                 | 北千島             | Kuriles septentrionales                | Kuriles septentrionales                         | Severo-Kurilsk                | Shílikovo, Podgorny, Baikovo                                                                                   | 3504     | 2560      |                   |                                    |
| Shumshu               | Шумшу           | 占守島             | Shumushu                               | Kuriles septentrionales                         | Baikovo                       | | 388      | 20        | 189               | 50°45′N 156°20′E / 50.750, 156.333 |
| Atlásov               | Атласова        | 阿頼度島           | Oyakoba, Araido                        | Kuriles septentrionales                         | Bahía Alaídskaya              | | 150      | 0         | 2339              | 50°50′N 155°30′E / 50.833, 155.500 |
| Paramushir            | Парамушир       | 幌筵島             | Paramushiru, Horomushiro               | Kuriles septentrionales                         | Sévero-Kurilsk                | Shélikovo, Podgorny                                                                                            | 2053     | 2540      | 1816              | 50°30′N 155°40′E / 50.500, 155.667 |
| Antsíferov            | Анциферова      | 志林規島           | Shirinki                               | Kuriles septentrionales                         | Playa Antsíferov              | Cape Terkut | 7        | 0         | 747               | 50°12′N 154°58′E / 50.200, 154.967 |
| Makanrushi            | Маканруши       | 磨勘留島           | Makanru                                | Kuriles septentrionales                         | Zakat                         | | 50       | 0         | 1171              | 49°45′N 154°25′E / 49.750, 154.417 |
| Avós                  | Авось           | 帆掛岩             | Hokake, Hainoko                        | Kuriles septentrionales                         |                               | | 0,1      | 0         |                   |                                    |
| Onekotán              | Онекотан        | 温禰古丹島         |                                        | Kuriles septentrionales                         | Mussel                        | Kuroisi, Nemo, Shestakov                                                                                       | 425      | 0         | 1324              | 49°25′N 154°45′E / 49.417, 154.750 |
| Jarimkotán            | Харимкотан      | 志林規島春牟古丹島 | Harimukotan, Harumukotan               | Kuriles septentrionales                         | Sunazhma                      | Bahía Severguín                                                                                                | 70       | 0         | 1157              | 49°05′N 154°30′E / 49.083, 154.500 |
| Ekarma                | Экарма          | 越渇磨島           | Ekaruma                                | Kuriles septentrionales                         | Krugly                        | | 30       | 0         | 1170              | 48°55′N 153°55′E / 48.917, 153.917 |
| Chirinkotán           | Чиринкотан      | 知林古丹島         |                                        | Kuriles septentrionales                         | Cabo Ptichi                   | | 6        | 0         | 742               | 48°58′N 153°30′E / 48.967, 153.500 |
| Shiashkotán           | Шиашкотан       | 捨子古丹島         | Shasukotan                             | Kuriles septentrionales                         | Makárovka                     | | 122      | 0         | 934               | 48°50′N 154°05′E / 48.833, 154.083 |
| Rocas Lovushki        | Ловушки         | 牟知列岩           | Mushiru                                | Kuriles septentrionales                         |                               | | 1,5      | 0         |                   |                                    |
| Raikoke               | Райкоке         | 雷公計島           |                                        | Kuriles septentrionales                         | Raikoke                       | | 4,6      | 0         | 551               | 48°17′N 153°15′E / 48.283, 153.250 |
| Matua                 | Матуа           | 松輪島             | Matsuwa                                | Kuriles septentrionales                         | Sárychevo                     | | 52       | 0         | 1446              | 48°05′N 153°10′E / 48.083, 153.167 |
| Rasshua               | Расшуа          | 羅処和島           | Rashowa, Rasutsua                      | Kuriles septentrionales                         | Punta Arches                  | | 67       | 0         | 948               | 47°45′N 153°00′E / 47.750, 153.000 |
| Srédnego              | Среднего        | 摺手岩             | Suride                                 | Kuriles septentrionales                         |                               | |          | 0         |                   |                                    |
| Ushishir              | Ушишир          | 宇志知島           | Ushishiru                              | Kuriles septentrionales                         | Kráternya                     | Ryponkicha | 5        | 0         | 401               | 47°30′N 152°50′E / 47.500, 152.833 |
| Ketoy                 | Кетой           | 計吐夷島           | Ketoi                                  | Kuriles septentrionales                         | Stórozheva                    | | 73       | 0         | 1172              | 47°20′N 152°30′E / 47.333, 152.500 |
| Raión Kurilski        |                 |                    | Middle Kurils (Naka-chishima / 中千島) | Dividido entre ambos grupos japoneses           | Kurilsk                       | Reidovo, Kitovy, Rybakí, Goryáchiye Klyuchí, Kasatka, Burevéstnik, Shumi-Gorodok, Gorny                        | 5138     | 6606      |                   |                                    |
| Simushir              | Симушир         | 新知島             | Shimushiru, Shinshiru                  | Kuriles septentrionales                         | Kráterny                      | Bahía Srédniaya                                                                                                | 360      | 0         | 1539              | 47°00′N 151°55′E / 47.000, 151.917 |
| Broutona              | Броутона        | 武魯頓島           | Buroton, Makanruru                     | Kuriles septentrionales                         | Nedostupny                    | | 7        | 0         | 800               | 46°43′N 150°45′E / 46.717, 150.750 |
| Chirpoy               | Чирпой          | 知理保以島         | Chirihoi, Chierupoi                    | Kuriles septentrionales                         | Bahía Peschánaya              | | 21       | 0         | 691               | 46°30′N 150°55′E / 46.500, 150.917 |
| Brat Chirpóiev        | Брат Чирпоев    | 知理保以南島       | Chirihoinan                            | Kuriles septentrionales                         | Garovnikova                   | Semiónova | 16       | 0         | 749               | 46°28′N 150°50′E / 46.467, 150.833 |
| Urup                  | Уруп            | 得撫島             | Uruppu                                 | Kuriles septentrionales                         | Mys Kastrikum                 | Mys Van-der-Lind                                                                                               | 1450     | 0         | 1426              | 45°50′N 149°55′E / 45.833, 149.917 |
| Otros                 |                 |                    |                                        | Kuriles septentrionales                         |                               | | 4,4      | 0         |                   |                                    |
| Iturup                | Итуруп          | 択捉島             | Etorofu, Yetorup                       | Kuriles meridionales (Minami-chishima / 南千島) | Kurilsk                       | Reidovo, Kitóvy, Rybakí, Goryáchiye Klyuchí, Kasatka, Burevéstnik, Shumi-Gorodok, Gorny                        | 3280     | 6602      | 1634              | 44°50′N 147°50′E / 44.833, 147.833 |
| Raión Yuzhno-Kurilski |                 |                    | Kuriles meridionales                   | Kuriles meridionales                            | Yuzhno-Kurilsk                | Malokurílskoye, Rúdnaya, Lagúnnoye, Otrada, Goryachi Plyazh, Aliguer, Mendeléievo, Dubovoye, Pólino, Golovninó | 1860,8   | 10 268    |                   |                                    |
| Kunashir              | Кунашир         | 国後島             | Kunashiri                              | Kuriles meridionales                            | Yuzhno-Kurilsk                | Rúdnaya, Lagúnnoye, Otrada, Goryachi Plyazh, Aliguer, Mendeléievo, Dubovoye, Pólino, Golovninó                 | 1499     | 7800      | 1822              | 44°05′N 146°00′E / 44.083, 146.000 |
| Grupo Shikotán        | Шикотан         | 色丹列島           |                                        | Kuriles meridionales                            | Malokurílskoye                | Dúmnova, Otrádnaya, Krabozavodskoye (formerly Anama), Zviózdnaya, Volóshina, Kray Sveta                        | 264,13   | 2440      |                   |                                    |
| Shikotán              | Шикотан         | 色丹島             |                                        | Kuriles meridionales                            | Malokurílskoye                | Dúmnova, Otrádnaya, Krabozavodskoye (formerly Anama), Zviózdnaya, Volóshina, Kray Sveta \|                     | 255      | 2440      | 413               | 43°50′N 146°45′E / 43.833, 146.750 |
| Otros                 |                 |                    |                                        | Kuriles meridionales                            |                               | Ayvazóvskovo                                                                                                   | 9,1      | 0         |                   |                                    |
| Jabomai               | Хабомаи         | 歯舞群島           | Habomai                                | Kuriles meridionales                            | Zorki                         | Zeliony, Polónskogo                                                                                            | 97,7     | 28        |                   |                                    |
| Polónskogo            | Полонского      | 多楽島             | Taraku                                 | Kuriles meridionales                            | Estación de la Bahía Moriakov | | 11,57    | 2         |                   |                                    |
| Oskolki               | Осколки         | 海馬島             | Todo, Kaiba                            | Kuriles meridionales                            |                               | |          | 0         |                   |                                    |
| Zeliony               | Зелёный         | 志発島             | Shibotsu                               | Kuriles meridionales                            | Estación Glushnevski          | | 58,72    | 3         |                   |                                    |
| Jarkar                | Харкар          | 春苅島             | Harukaru, Dyomina                      | Kuriles meridionales                            | Haruka                        | | 0,8      | 0         |                   |                                    |
| Yuri                  | Юрий            | 勇留島             | Yuri                                   | Kuriles meridionales                            | Kalernaya                     | | 10,32    | 0         |                   |                                    |
| Anúchina              | Анучина         | 秋勇留島           | Akiyuri                                | Kuriles meridionales                            | Bahía Bolshoye                | | 2,35     | 0         |                   |                                    |
| Tanfílieva            | Танфильева      | 水晶島             | Suishō                                 | Kuriles meridionales                            | Zorkiy                        | Bahía Tanfílievka, Bolótnoye                                                                                   | 12,92    | 23        |                   |                                    |
| Storozhevoy           | Сторожевой      | 萌茂尻島           | Moemoshiri                             | Kuriles meridionales                            |                               | | 0,07     | 0         |                   |                                    |
| Rífovy                | Рифовый         | オドケ島           | Odoke                                  | Kuriles meridionales                            |                               | |          | 0         |                   |                                    |
| Signalny              | Сигнальный      | 貝殻島             | Kaigara                                | Kuriles meridionales                            |                               | | 0,02     | 0         |                   |                                    |
| Otros                 |                 |                    |                                        | Kuriles meridionales                            |                               | Opasnaga, Udivítelnaya                                                                                         | 1        | 0         |                   |                                    |
|                       |                 |                    |                                        |                                                 |                               | Total | 10 503,2 | 19 434    |                   |                                    |